# Trissernis ochrochlora
Trissernis ochrochlora är en fjärilsart som beskrevs av Turner 1902. Trissernis ochrochlora ingår i släktet Trissernis och familjen nattflyn. Inga underarter finns listade i Catalogue of Life.